# Achias pexatus
Achias pexatus är en tvåvingeart som beskrevs av Mcalpine 1994. Achias pexatus ingår i släktet Achias och familjen bredmunsflugor. Inga underarter finns listade i Catalogue of Life.